# بروميد تانتالوم خماسي
 بروميد تانتالوم خماسي مركب كيميائي له الصيغة TaBr5 ، ويكون على شكل بلورات صفراء .